# Chester (Virginie-Occidentale)
Pour les articles homonymes, voir Chester.
Chester est une ville américaine située dans le comté de Hancock en Virginie-Occidentale.
Selon le recensement de 2010, Chester compte 2 585 habitants. La municipalité s'étend sur 1 milles carrés (2,59 km2).
La ville est fondée en 1896 par J. McDonald,, qui aurait choisi le nom de Chester car il était facile à retenir. Elle devient une municipalité en 1907.